# Patrick Friou
Patrick Friou (* 8. Januar 1955 in Saintes) ist ein ehemaliger französischer Radrennfahrer.

## Sportliche Laufbahn
Friou ist ehemaliger Straßenradsportler. 1975 siegte er in der Amateurausgabe von Paris–Tours.
1977 wurde nationaler Meister im Straßenrennen der Amateure. In seiner Amateurlaufbahn gewann er unter anderem das Eintagesrennen Montoire–Versailles 1975, eine Etappe der Route de France 1976, Paris–Évreux und eine Etappe der Tour de l’Avenir (39. Gesamtrang) sowie in der Jugoslawien-Rundfahrt 1977. 1977 wurde er mit der „Palmes d’or Merlin Plage“ geehrt, einer Auszeichnung für den besten französischen Amateur des Jahres.
1978 wurde er Berufsfahrer im Radsportteam Lejeune–BP und blieb bis 1982 als Radprofi aktiv. Danach startete er wieder als Amateur. 1979 holte er einen Etappensieg in der Tour du Limousin, 1980 im Critérium du Dauphiné. Er gewann den Grand Prix de Plouay 1980 sowie die Tour d’Armorique. 1981 wurde er Zweiter in der Tour d’Indre-et-Loire hinter Stephen Roche mit einem Etappensieg.
Die Tour de France bestritt Friou viermal. 1979 wurde er 53., 1980 43. und 1981 47. der Gesamtwertung. 1978 war er ausgeschieden. In der Vuelta a España 1979 kam er auf den 41. Rang.